# Jardins Farnèse
 (juin 2019).
Si vous disposez d'ouvrages ou d'articles de référence ou si vous connaissez des sites web de qualité traitant du thème abordé ici, merci de compléter l'article en donnant les références utiles à sa vérifiabilité et en les liant à la section « Notes et références ».
 Les Jardins Farnèse (en italien : Orti Farnesiani sul Palatino) est le nom d'un jardin de Rome créé en 1550 dans la partie nord de la colline du Palatin par le cardinal Alessandro Farnese.  Ils ont été les premiers jardins botaniques privés en Europe . 

## Histoire
Alessandro Farnese a été nommé cardinal-diacre de l'Église catholique en 1534 à l'âge de quatorze ans par son grand-père, le pape Paul III, élu deux mois plus tôt. On se souvient de lui pour avoir été collectionneur d'art et propriétaire de la plus grande collection de sculptures romaines appartenant à un propriétaire privé depuis l'Antiquité, la célèbre Collection Farnèse (actuellement presque entièrement à Naples après avoir été héritée par les rois de la Maison Bourbon-Parme), seulement comparable à la collection papale elle-même, logée dans le Cortile del Belvedere (palais du Vatican), et à la collection de la municipalité de Rome au Capitole.  En 1550, lorsque Farnèse acquit la partie nord du Palatin, il ordonna que les ruines de l'ancien palais de Tibère situées au nord-ouest de la colline soient ensevelies afin de permettre la construction d'une somptueuse demeure d'hiver. L'endroit donne sur le Forum Romain et est très proche de l'arc de Titus.  La propriété a été nommée Horti Farnesiani . 
Les jardins sont devenus très populaires aux XVIIIe  et  XIXe siècle parmi les voyageurs passant par Rome dans le cadre du Grand Tour .
En 1861, l'empereur français Napoléon III acquiert les jardins Farnèse et charge Pietro Rosa d'y réaliser des fouilles.

## Description
Les jardins ont été divisés dans le style classique des quadrants avec un puits ou une fontaine au centre, allusion aux anciens péristyles romains du secteur, recréés par le célèbre architecte Vignola. Le projet de villa a d'abord été attribué à Michel-Ange, puis à Vignola et Rainaldi . 
La propriété a été divisée en terrasses et les marches allant de l'une à l'autre ont été franchies par Ninfeo della Piogga (un nymphée) et se sont terminées par le Teatro del Fontanone . La Casina Farnese était décorée de fresques et de volières protégées. Les sentiers pittoresques à la base de l'ancien palais tibérien comprenaient des passages souterrains et des sculptures antiques.  

## Galerie

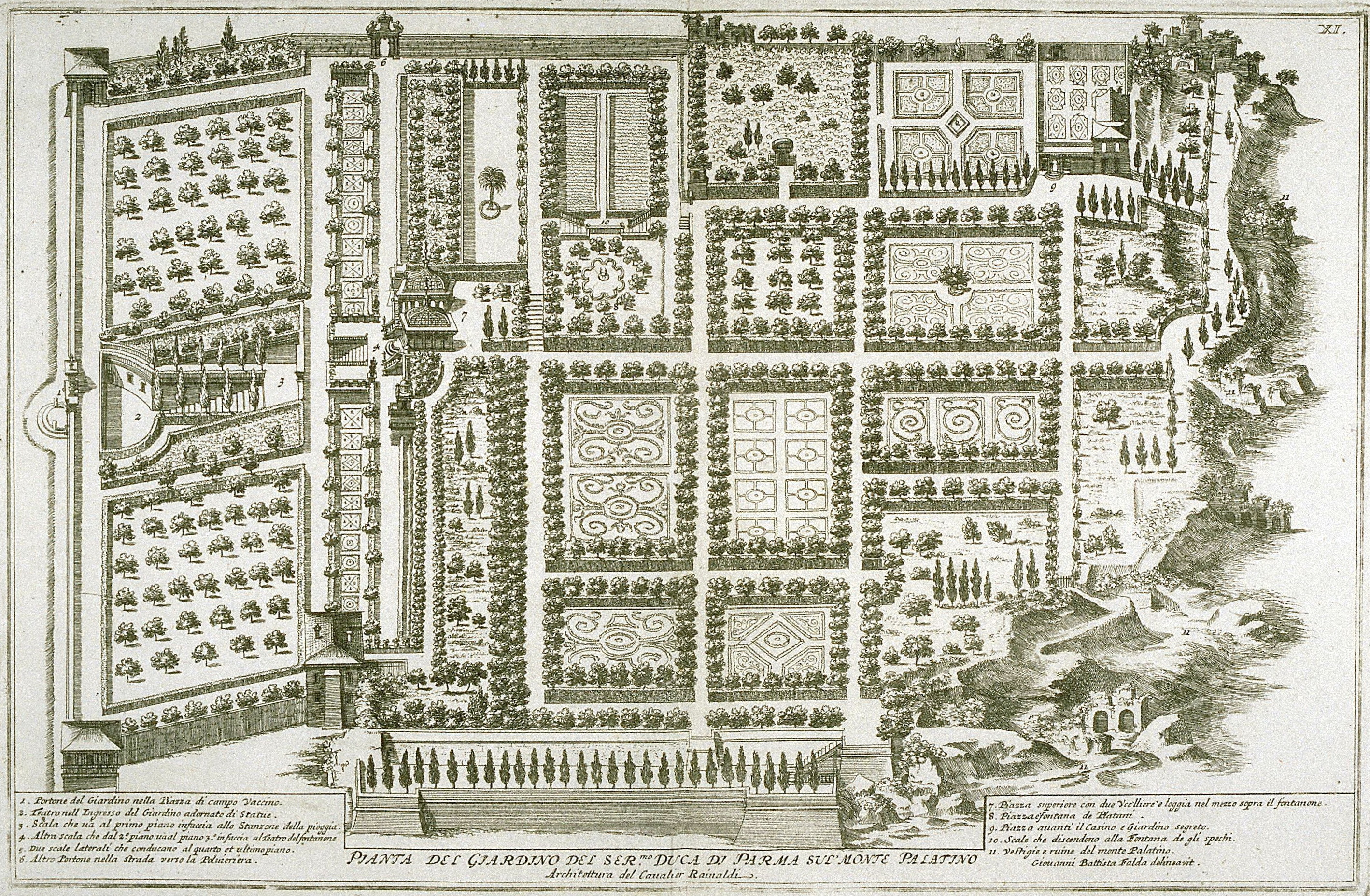
Plan des jardins dans une gravure de 1683.
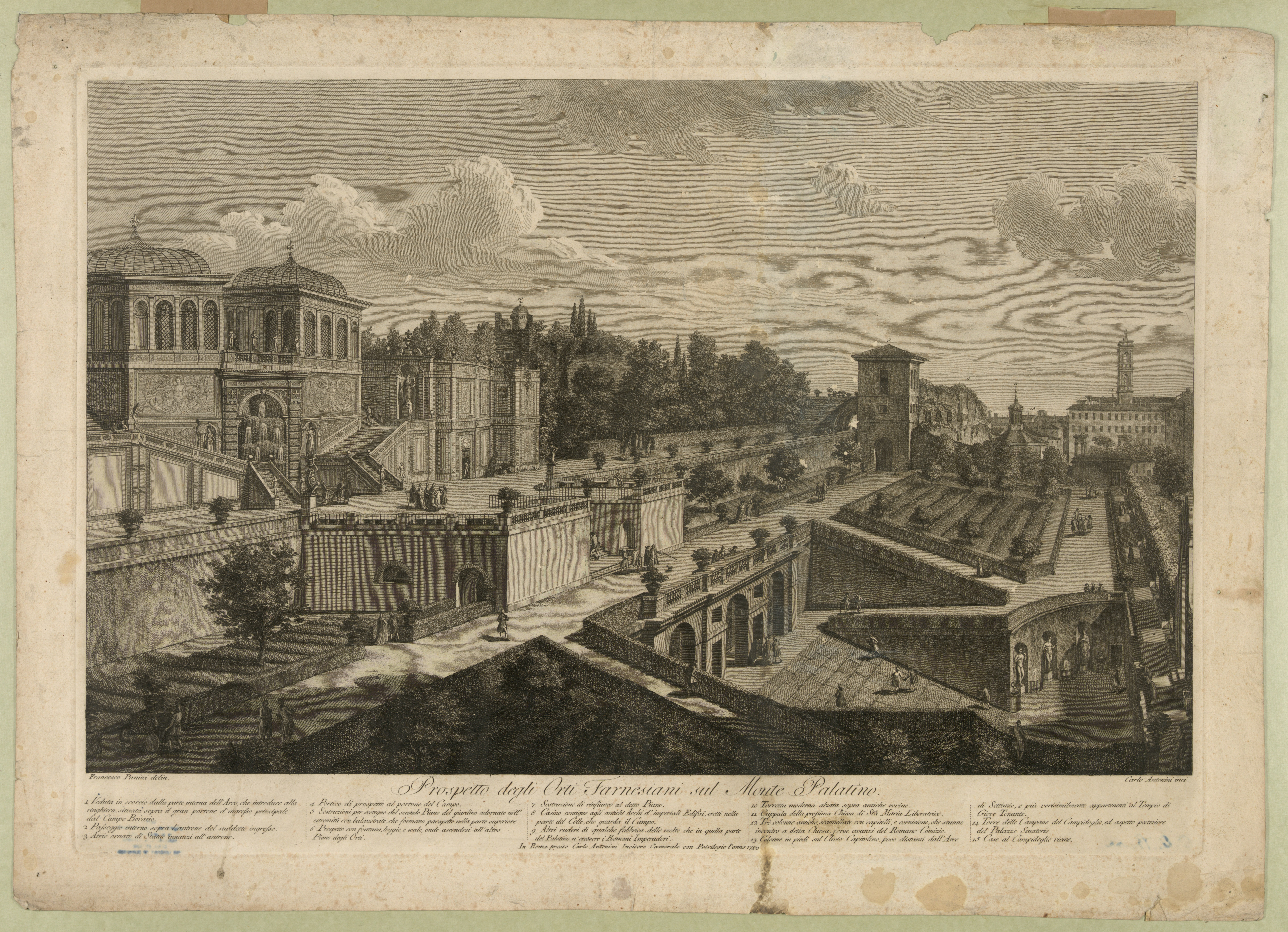
Vue des jardins, gravure de Carlo Antonini d'après Francesco Pannini, 1780.
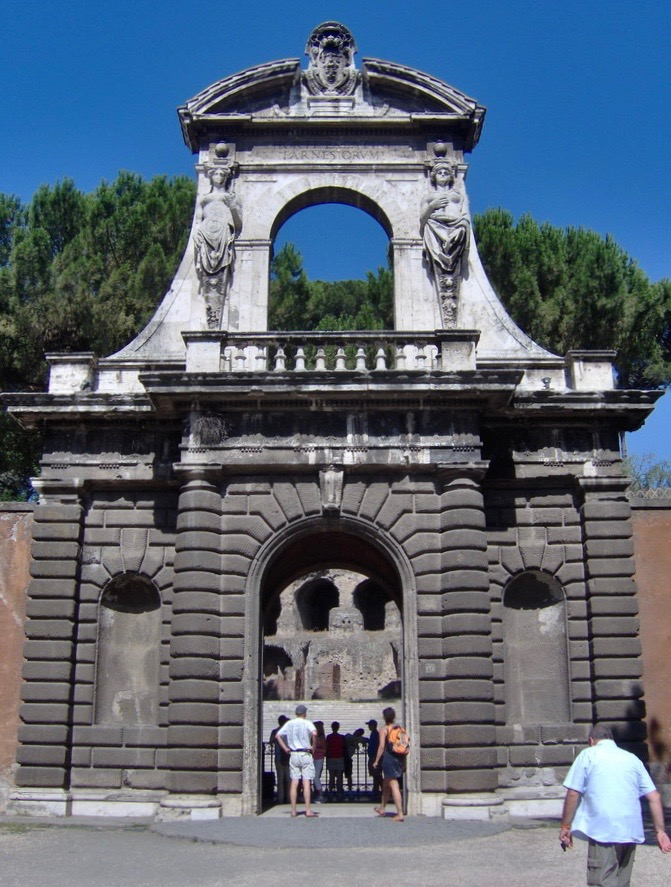
Entrée de la rue San Gregorio.
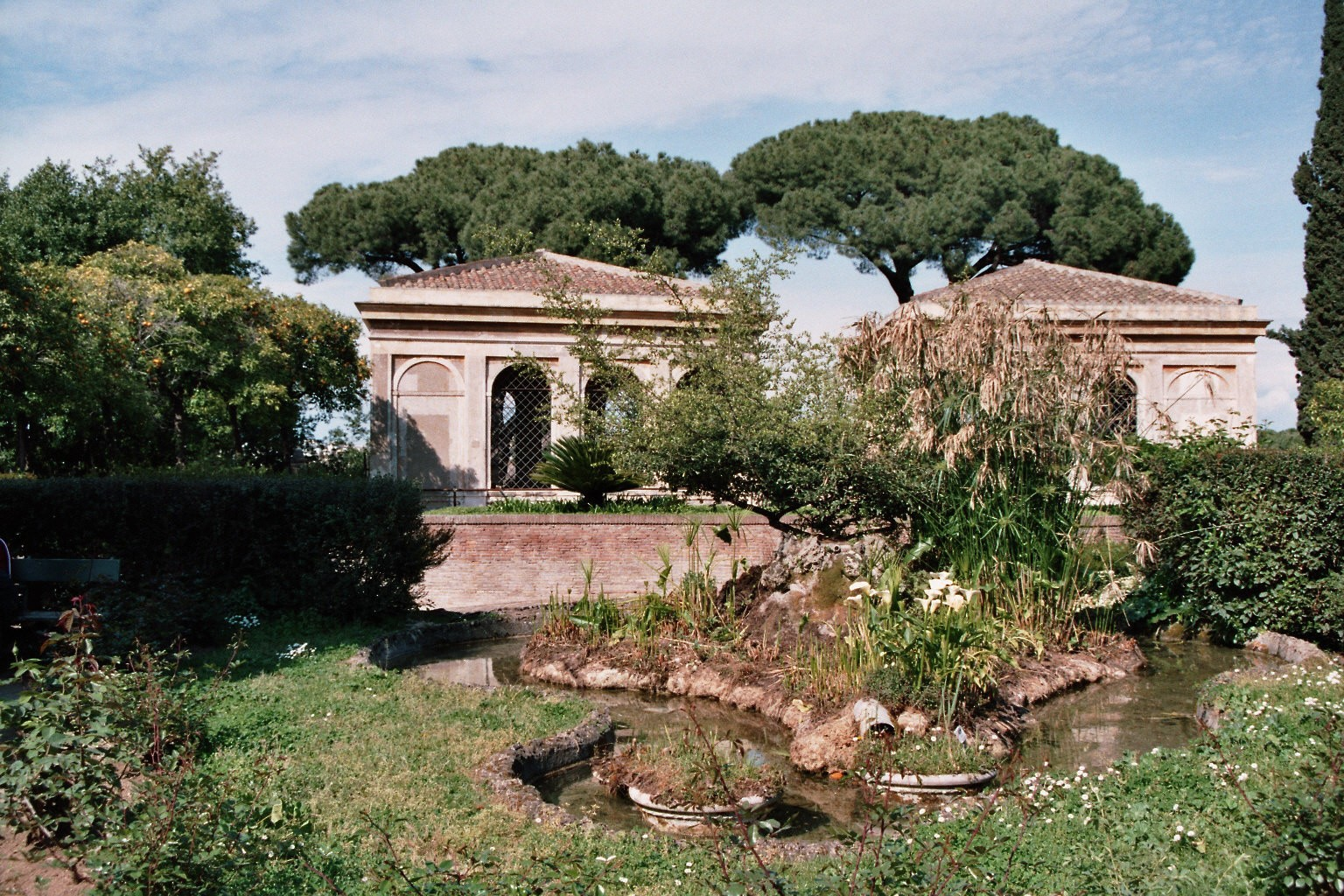
Vue des pavillons du Palatin.
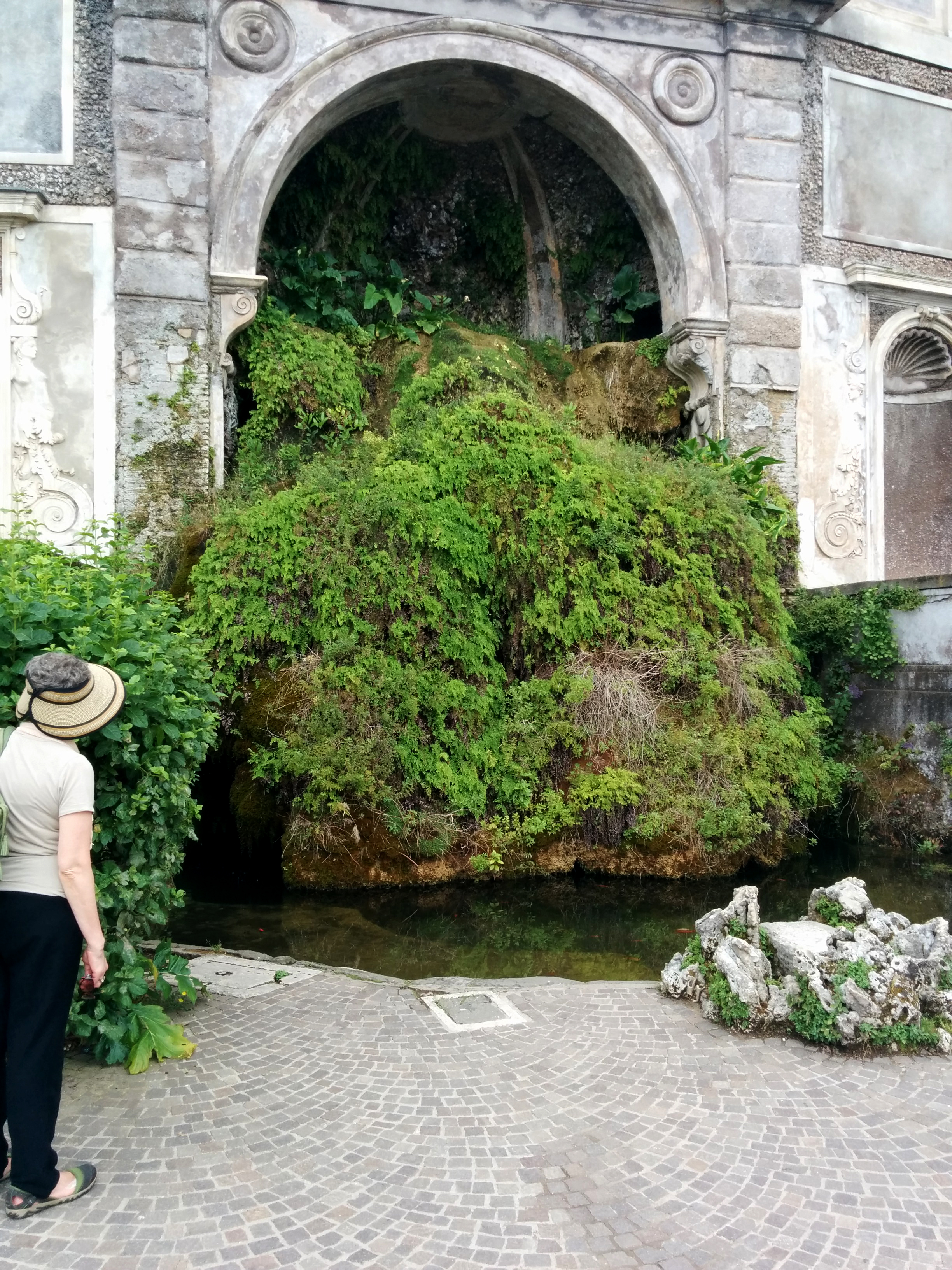
Fontana del Teatro.
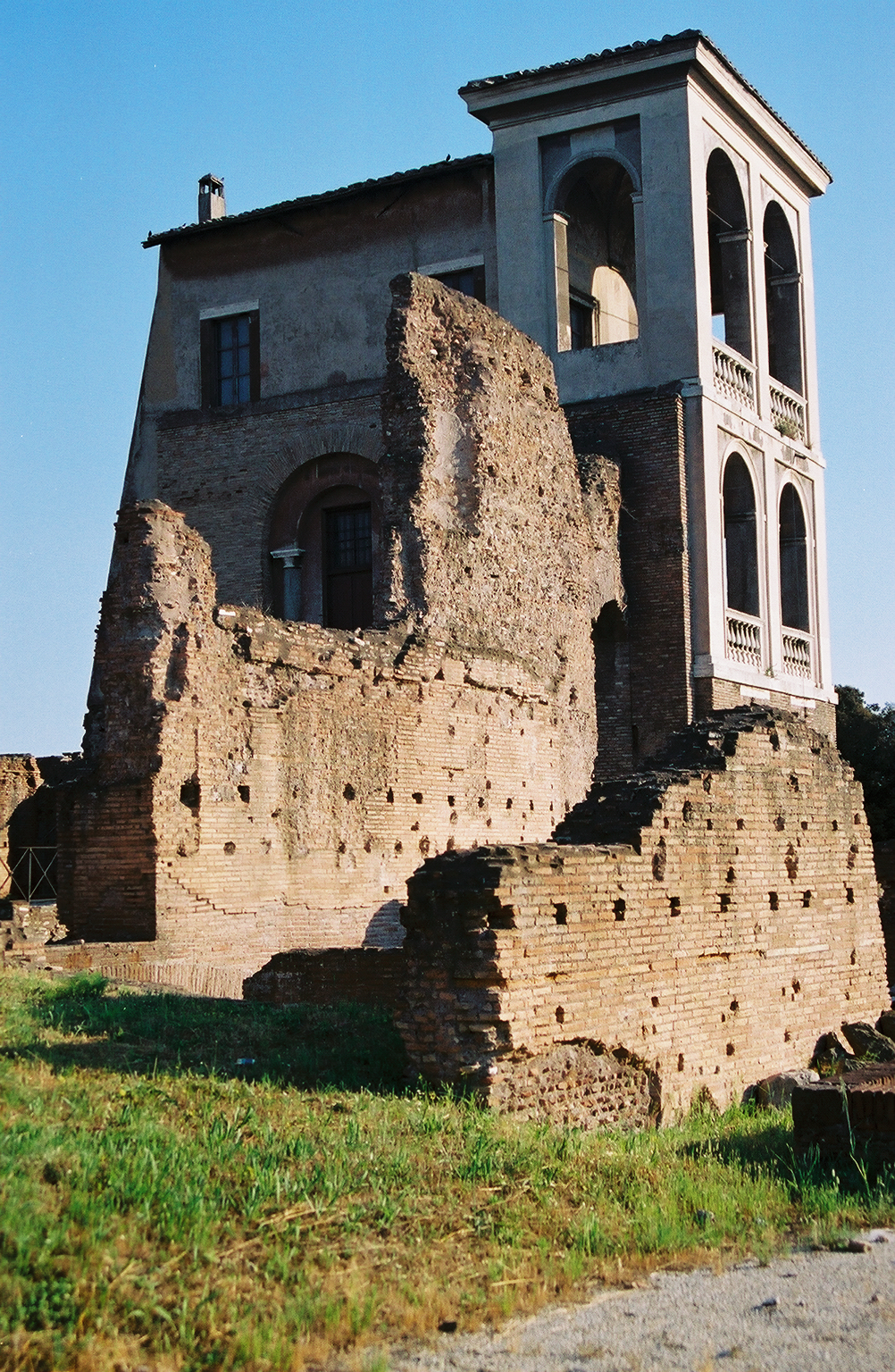
La « Casina Farnese », construite au-dessus du palais Flavien.

## Vues du haut des jardins
Le Peintre Camille Corot réalise plusieurs vues de Rome du haut des jardins Farnèse lors de son Grand Tour en Italie de 1825 à 1828. 

Tableaux de Camille Corot
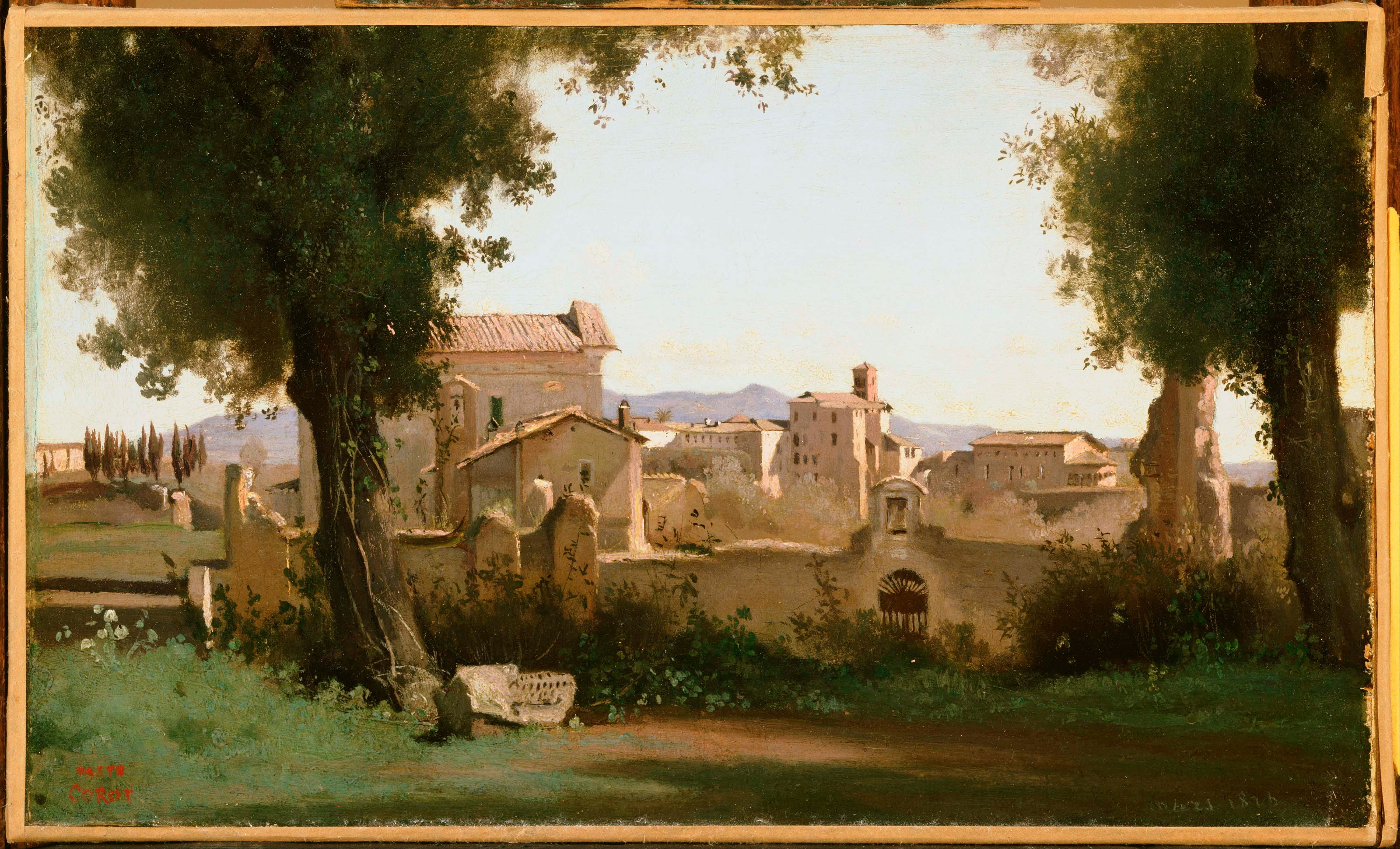
Vue depuis les jardins Farnèse, 1826 The Phillips Collection, Washington[2].
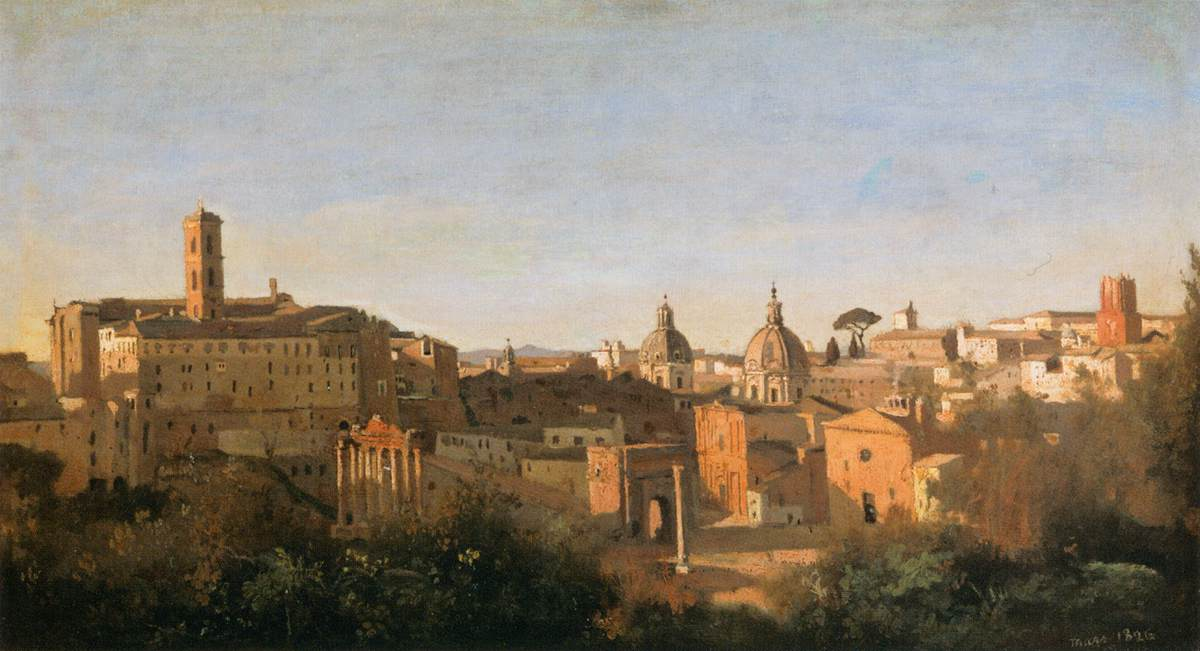
Le Forum vu des jardins Farnèse, 1826, musée du Louvre, Paris[3].
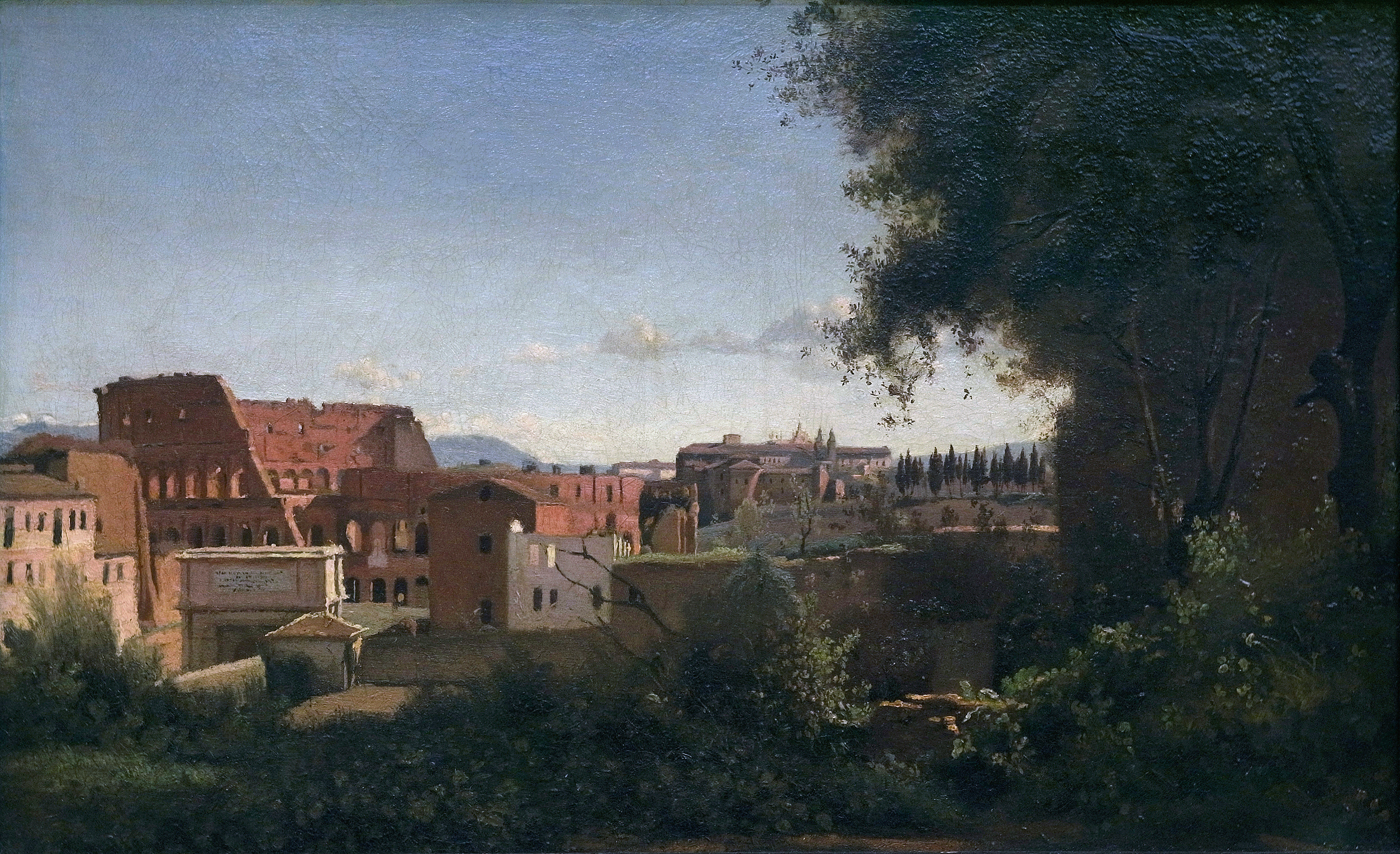
Le Colisée vu des jardins Farnèse, 1826, musée du Louvre[4].